# Marc Ribot/Diskografie

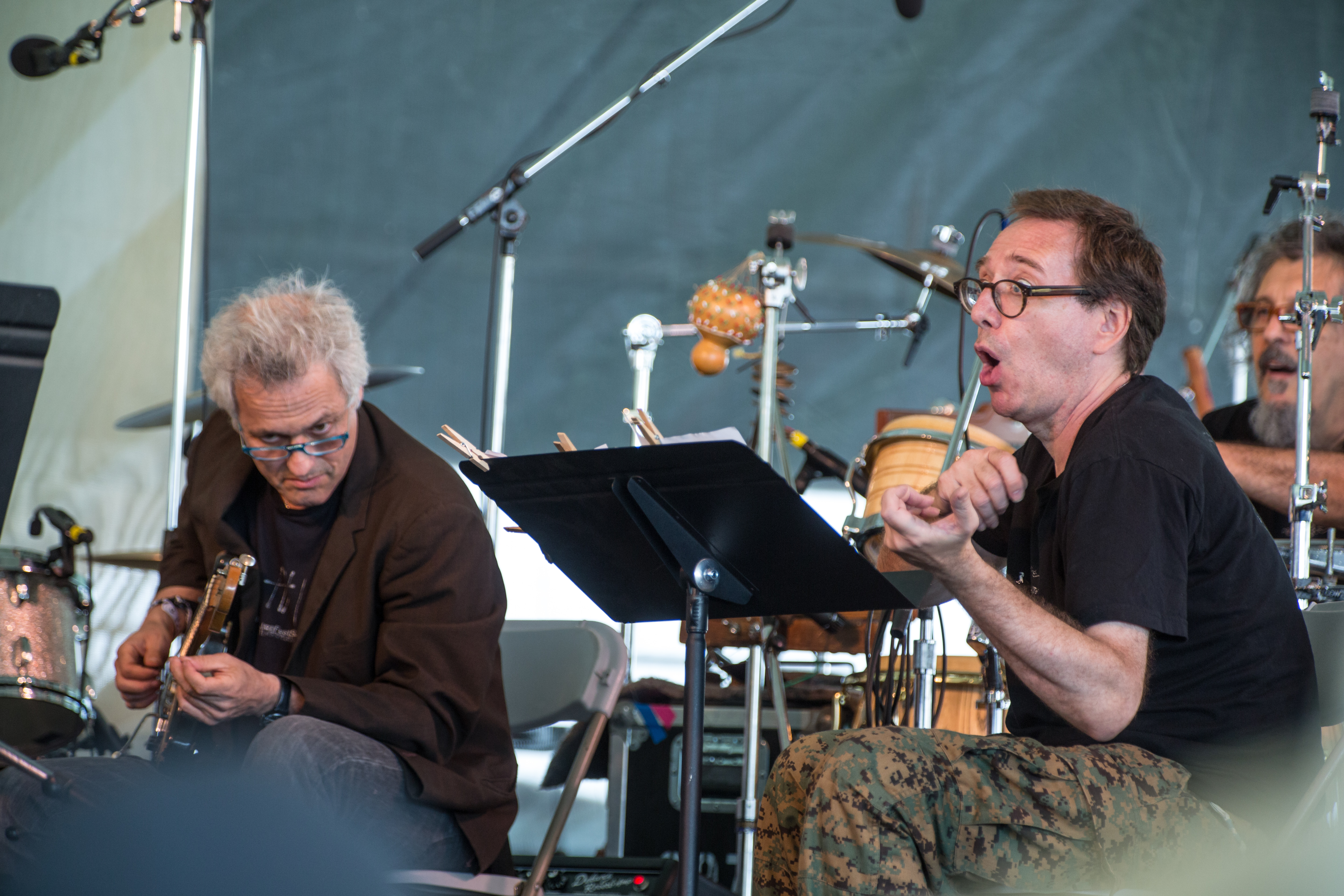
Marc Ribot (links) mit seinem häufigsten Kollaborateur, John Zorn (Konzert von Bar Kokhba, 2014).

Diese Diskografie ist eine Übersicht über die Tonträger des Gitarristen Marc Ribot. Sie umfasst eine Vielzahl von Alben verschiedener Musikgenres, an denen er als Solomusiker, Leader, Gast oder Begleitmusiker beteiligt war. Nach Angaben von Tom Lord handelt es sich um 125 Aufnahmesessions im Bereich des Jazz, an denen Ribot von 1981 bis 2015 beteiligt war. Auf den meisten Aufnahmen spielt Ribot Gitarre (elektrisch und/oder akustisch), auf vereinzelten auch andere Instrumente, wie bspw. Trompete, Kornett oder Marimba. Insbesondere auf den unter eigenem Namen veröffentlichten Alben singt er auch.
Die hier präsentierte Diskografie umfasst alle Alben, auf denen Ribot als Musiker beteiligt war. Ausgenommen sind Kompilations-Alben anderer Künstler. Getrennt aufgelistet wurden Ribots zahlreiche Kollaborationen mit John Zorn. Weitere Musiker, die er regelmäßig begleitete, sind u. a. Tom Waits (sieben Alben), der italienische Sänger Vinicio Capossela (sieben Alben) und Elvis Costello (fünf Alben).

## Alben unter eigenem Namen
| VÖ   | Titel                                     | Musiklabel                | Anmerkungen zu Besetzung und Material                                                                                           |
| ---- | ----------------------------------------- | ------------------------- | --- |
| 1990 | Rootless Cosmopolitans                    | Island Records            | mit Rootless Cosmopolitans |
| 1992 | Requiem for What’s-His-Name               | Les Disques du Crépuscule | mit Rootless Cosmopolitans |
| 1993 | Plays Solo Guitar Works by Frantz Casseus | Les Disques du Crépuscule | Solo-Album |
| 1994 | Shrek                                     | Avant                     | mit Shrek |
| 1995 | Don’t Blame Me                            | DIW Records               | Solo-Album |
| 1997 | Shoe String Symphonettes                  | Tzadik                    | Eigenkompositionen zu fünf Kurzfilmen mit verschiedenen Besetzungen                                                             |
| 1998 | The Prosthetic Cubans                     | Atlantic Records          | mit Los Cubanos Postizos; Kompositionen von Arsenio Rodríguez                                                                   |
| 1999 | Yo! I Killed Your God                     | Tzadik                    | mit Shrek, Live-Album |
| 2000 | Muy Divertido!                            | Atlantic                  | mit Los Cubanos Postizos |
| 2001 | Saints                                    | Atlantic                  | Solo-Album |
| 2003 | Scelsi Morning                            | Tzadik                    | Eigenkompositionen für verschiedene Besetzungen, aufgenommen 2000                                                               |
| 2003 | Soundtracks II                            | Tzadik                    | Eigenkompositionen für verschiedene Besetzungen zu Filmen von Gregory Feldman und Joe Brewster                                  |
| 2005 | Spiritual Unity                           | Pi Recordings             | Kompositionen von Albert Ayler                                                                                                  |
| 2007 | Asmodeus: Book of Angels Volume 7         | Tzadik                    | Kompositionen aus John Zorns Book of Angels                                                                                     |
| 2008 | Exercises in Futility                     | Tzadik                    | Solo-Album |
| 2010 | Silent Movies                             | Pi Recordings             | Solo-Album mit Vertonungen zu Stummfilmen                                                                                       |
| 2014 | Live at the Village Vanguard              | Pi Recordings             | mit Henry Grimes, Chad Taylor                                                                                                   |
| 2018 | Songs of Resistance 1942–2018             | ANTI-Records              | mit Gastauftritten von Tom Waits, Steve Earle, Meshell Ndegeocello, Justin Vivian Bond, Fay Victor, Sam Amidon, Ohene Cornelius |
| 2025 | Map of a Blue City                        | New West Records          | Solo-Album |

## Mit Ceramic Dog
| VÖ   | Titel                            | Musiklabel                    | Anmerkungen zu Besetzung und Material                              |
| ---- | -------------------------------- | ----------------------------- | ------------------------------------------------------------------ |
| 2008 | Party Intellectuals              | Pi Recordings                 | Ceramic Dog = Ribot, Ches Smith, Shahzad Ismaily                   |
| 2013 | Your Turn                        | Northern Spy                  | –                                                                  |
| 2018 | YRU Still Here?                  | Yellowbird                    | –                                                                  |
| 2020 | What I Did On My Long ‘Vacation’ | Northern Spy                  | limitierte EP                                                      |
| 2021 | Hope                             | Northern Spy                  | –                                                                  |
| 2023 | Connection                       | Knockwurst Records/Yellowbird | auch mit Gastmusikern wie Anthony Coleman und James Brandon Lewis. |

## Mit den Lounge Lizards und Jazz Passengers
| VÖ   | Interpret                                            | Titel                        | Musiklabel                            | Anmerkungen |
| ---- | ---------------------------------------------------- | ---------------------------- | ------------------------------------- | --- |
| 1986 | The Lounge Lizards                                   | Live in Tokyo – Big Heart    | Island Records                        | Live-Album |
| 1987 | The Lounge Lizards                                   | No Pain for Cakes            | Island Records                        | aufgenommen 1986 |
| 1987 | Roy Nathanson / Curtis Fowlkes & The Jazz Passengers | Broken Night Red Light       | Les Disques du Crépuscule             | – |
| 1988 | Roy Nathanson / Curtis Fowlkes & The Jazz Passengers | Deranged & Decomposed        | Les Disques du Crépuscule             | – |
| 1989 | The Lounge Lizards                                   | Voice of Chunk               | Lagarto Productions                   | re-release 1998 bei Strange & Beautiful Music                                                                                            |
| 1990 | The Jazz Passengers                                  | Implement Yourself           | New World Records, CounterCurrents    | – |
| 1991 | The Jazz Passengers                                  | Live at the Knitting Factory | Enemy Records, Knitting Factory Works | – |
| 1994 | The Jazz Passengers                                  | In Love                      | High Street Records                   | auf Montage 1 (With Excerpt From „Underground Man“), Imitation of a Kiss, Jolly Street, I’ll Pray for You und The Handsome Man from Fiji |
| 1996 | The Jazz Passengers With Deborah Harry               | Individually Twisted         | 32 Records                            | auf Imitation of a Kiss und Doncha Go ’Way Mad                                                                                           |
| 2010 | The Jazz Passengers                                  | Re-United                    | Justin Time                           | auf 6 von 9 Liedern |
| 2017 | The Jazz Passengers                                  | Still Life with Trouble      | Thirsty Ear                           | auf Wake Up, Again! |

## Mit John Zorn
| VÖ   | Titel                                                       | Musiklabel             | Anmerkungen |
| ---- | ----------------------------------------------------------- | ---------------------- | --- |
| 1986 | The Big Gundown                                             | Nonesuch               | auf The Sicilian Clan, Suegliatti E Uccidi und Chi Mai; 2000 wiederveröff. auf Tzadik                                     |
| 1989 | Cynical Hysterie Hour                                       | CBS/Sony               | auf den Teilen Ch Ch Chang und Through the Night; 1997 veröffentlicht als Filmworks VII: Cynical Hysterie Hour bei Tzadik |
| 1993 | Kristallnacht                                               | Eva Records            | Aufnahme 1992; Re-release durch Tzadik 1995                                                                               |
| 1995 | The Book of Heads                                           | Tzadik                 | Kompositionen von Zorn, eingespielt von Ribot (solo)                                                                      |
| 1995 | Filmworks II                                                | Toy’s Factory          | aufgenommen 1992 |
| 1995 | Filmworks III: 1990–1995                                    | EVVA                   | auf 2 von 4 enthaltenen Soundtracks (Hollywood Hotel und Music for Weiden and Kennedy)                                    |
| 1995 | John Zorn’s Cobra: Live at the Knitting Factory             | Knitting Factory Works | auf Many-Banded Krait und Boomslang                                                                                       |
| 1996 | Filmworks V: Tears of Ecstasy                               | Tzadik                 | aufgenommen 1995 |
| 1996 | Bar Kokhba                                                  | Tzadik                 | auf Mahlah, Maskil und Mochin                                                                                             |
| 1996 | Filmworks VI 1996                                           | Tzadik                 | auf 2 von 3 Soundtracks (Anton, Mailman und Mechanics of the Brain)                                                       |
| 1996 | Filmworks IV: S/M + More                                    | Eva Records            | auf Pueblo |
| 1998 | The Circle Maker                                            | Tzadik                 | auf der Bar-Kokhba-CD |
| 1998 | Zevulun                                                     | Stress Records         | inoffizielle Veröffentlichung                                                                                             |
| 1998 | Filmworks VIII: 1997                                        | Tzadik                 | auf dem Soundtrack zu The Port of Last Resort                                                                             |
| 1998 | Music Romance Vol. 1: Music for Children                    | Tzadik                 | auf Dreamer of Dreams |
| 1999 | Music Romance Volume Two: Taboo and Exile                   | Tzadik                 | auf Bulls-Eye |
| 2001 | Music Romance Volume III: The Gift                          | Tzadik                 | auf 8 von 10 Liedern |
| 2002 | Filmworks XII: 2002 Volume Two – Three Documentaries        | Tzadik                 | auf dem Soundtrack zu Shaolin Ulysses                                                                                     |
| 2002 | Filmworks XIII: 2002 Volume Three – Invitation to a Suicide | Tzadik                 | – |
| 2003 | Masada Guitars                                              | Tzadik                 | Solo-Gitarre auf 9 von 21 Liedern                                                                                         |
| 2003 | Filmworks XIV: Hiding and Seeking                           | Tzadik                 | – |
| 2003 | Live at the Willisau Festival                               | Free Music Foundation  | als John Zorn’s Emergency; aufgenommen live 1999; inoffizielle Veröffentlichung                                           |
| 2004 | 50th Birthday Celebration Volume 4                          | Tzadik                 | als Electric Masada; aufgenommen live 2003                                                                                |
| 2005 | Live at the Mountain of Madness                             | Tzadik                 | als Electric Masada; Live-Aufnahmen aus Moskau und Ljubljana von 2004                                                     |
| 2005 | 50th Birthday Celebration Volume 11                         | Tzadik                 | als Bar Kokhba Sextet; aufgenommen live 2003                                                                              |
| 2005 | Lucifer: Book of Angels Volume 10                           | Tzadik                 | als Bar Kokhba |
| 2005 | John Zorn’s The Dreamers                                    | Tzadik                 | als The Dreamers (Zusammensetzung entspricht Electric Masada)                                                             |
| 2005 | Masada Rock                                                 | Tzadik                 | mit Rashanim; auf Bahir und Shadrakh                                                                                      |
| 2006 | Filmworks XVIII: The Treatment                              | Tzadik                 | auf Family und Bad Dreams                                                                                                 |
| 2008 | Filmworks XXI: Belle de Nature and The New Rijksmuseum      | Tzadik                 | auf dem Soundtrack zu Belle de Nature                                                                                     |
| 2008 | The Crucible                                                | Tzadik                 | auf 9x9 |
| 2009 | O’o                                                         | Tzadik                 | The Dreamers |
| 2009 | Filmworks XXIII: El General                                 | Tzadik                 | – |
| 2010 | The Gentle Side                                             | Tzadik                 | The Dreamers |
| 2010 | Interzone                                                   | Tzadik                 | – |
| 2010 | The Goddess – Music for the Ancient of Days                 | Tzadik                 | – |
| 2010 | Ipos: Book of Angels Volume 14                              | Tzadik                 | The Dreamers |
| 2010 | Ipsissimus                                                  | Tzadik                 | Moonchild |
| 2011 | A Dreamer’s Christmas                                       | Tzadik                 | The Dreamers |
| 2011 | Enigmata                                                    | Tzadik                 | – |
| 2014 | The Song Project                                            | Tzadik                 | – |
| 2014 | Valentine’s Day                                             | Tzadik                 | – |
| 2015 | The True Discoveries of Witches and Demons                  | Tzadik                 | – |
| 2015 | Pellucidar: A Dreamers Fantabula                            | Tzadik                 | The Dreamers |
| 2015 | The Song Project Live at Le Poisson Rouge                   | Tzadik                 | – |
| 2022 | John Zorn’s Bagatelles (Vol. 9–12)                          | Tzadik                 | CD 1 mit Asmodeus (Trevor Dunn, Kenny Grohowski)                                                                          |

## Sonstige Kollaborationen
| VÖ   | Interpret                                                                        | Titel                                                                              | Musiklabel             | Anmerkungen |
| ---- | -------------------------------------------------------------------------------- | ---------------------------------------------------------------------------------- | ---------------------- | --- |
| 1987 | Frantz Casseus, Marc Ribot                                                       | Haitian Music                                                                      | Music of the World     | Kompositionen von Casseus, eingespielt von Ribot (solo)                                                                              |
| 1992 | Lou Reed / Marc Ribot / Greg Cohen                                               | No Drums 92                                                                        | Pisc Disc              | – |
| 1994 | Fred Frith / Marc Ribot                                                          | Sounds of a Distant Episode                                                        | Sub Rosa               | 2 Lieder von Ribots Band Shrek, 1 Solo-Stück von ihm, 2 Solo-Stücke von Frith                                                        |
| 1995 | Ikue Mori with Robert Quine, Marc Ribot                                          | Painted Desert                                                                     | Avant                  | aufgenommen 1994 |
| 1997 | Noël Akchoté / Eugene Chadbourne / Marc Ribot                                    | Lust Corner                                                                        | Winter & Winter        | Ribot auf 6 von 12 Titeln |
| 2001 | Marc Ribot & Ultima Vez                                                          | Music from the Performance „Inasmuch as Life Is Borrowed...“                       | Ultima Vez             | aufgenommen 2000; Kompositionen für Wim Vanderkeybus Tanzstück Inasmuch as Life Is Borrowed                                          |
| 2007 | Auktyon, Marc Ribot, John Medeski, Ned Rothenberg, Frank London, Vladimir Volkov | Girls Sing                                                                         | Геометрия              | aufgenommen 2006–2007 |
| 2007 | 17 Hippies with Marc Ribot & Jakob Ilja                                          | Play Guitar                                                                        | Hipster-Records        | Live-Album, aufgenommen 2004 in Köln                                                                                                 |
| 2007 | Giovanni Maier Technicolor                                                       | Featuring Marc Ribot + A Turtle Soup                                               | Long Song Records      | auf CD1 |
| 2009 | Lucien Dubuis Trio & Marc Ribot                                                  | Ultime Cosmos                                                                      | Enja                   | mit Making-Of-DVD |
| 2009 | Claus Boesser-Ferrari feat. Fred Frith / Marc Ribot                              | How We Became Americans                                                            | Acoustic Music Records | Ribot auf 5 Titeln |
| 2009 | Anarchistic Republic of Bzzz                                                     | Anarchistic Republic of Bzzz                                                       | Sub Rosa               | mit Seb El Zin, Sensational, Arto Lindsay und Mike Ladd                                                                              |
| 2010 | Leonid Fedorov, Vladimir Volkov, John Medeski, Marc Ribot                        | РазинРимИЛев                                                                       | Ulitka Records         | aufgenommen 2009 |
| 2010 | Auktyon, Marc Ribot, John Medeski, Vladimir Volkov                               | LIVE - Концерт В ДК Ленсовета 21.04.2007                                           | Zan                    | limitiertes Vinyl-Album |
| 2012 | Dave Liebman, Lewis Porter and Special Guest Marc Ribot                          | Surreality                                                                         | Yellowbird             | – |
| 2013 | Midnight Lilacs                                                                  | Midnight Lilacs + Marc Ribot                                                       | Tannen Records         | – |
| 2015 | The Young Philadelphians                                                         | Live in Tokyo                                                                      | Yellowbird             | mit Jamaaladeen Tacuma, Calvin Weston, Mary Halvorson; aufgenommen 2014                                                              |
| 2016 | Roy Nathanson                                                                    | Nearness and You: Duets and Improvisations by Roy Nathanson & Friends at the Stone | Clean Feed             | Live-Aufnahme 2015 in The Stone; Ribot auf Low Daze, An Other’s Landscape, A Surprisingly Pastoral Moment                            |
| 2016 | Noël Akchoté & Marc Ribot                                                        | The Other Side of Lust Corner                                                      | Eigen-VÖ               | aufgenommen 1996 |
| 2016 | Dave Douglas / Susie Ibarra / Marc Ribot                                         | New Sanctuary                                                                      | Greenleaf Music        | komponiert 1996 |
| 2017 | Elliott Sharp with Mary Halvorson and Marc Ribot                                 | Err Guitar                                                                         | Intakt Records         | – |
| 2019 | Mariola Membrives featuring Marc Ribot                                           | Lorca, Spanish Songs                                                               | Karonte                | Interpretationen von Liedern von Federico García Lorca                                                                               |
| 2019 | Avram Fefer Quartet                                                              | Testament                                                                          | Clean Feed Records     | mit Chad Taylor, Eric Revis |
| 2022 | Gordon Grdina’s Haram With Marc Ribot                                            | Night’s Quietest Hour                                                              | Attaboygirl Records    | mit Tommy Babin, François Houle, Kenton Loewen, Tim Gerwing, Liam Macdonald, Christopher Kelly, J.P. Carter, Jesse Zubot, Josh Zubot |
| 2022 | Avram Fefer Quartet                                                              | Juba Lee                                                                           | Clean Feed Records     | mit Chad Taylor, Eric Revis |
| 2024 | Early Life Forms                                                                 | Early Life Forms                                                                   | W.E.R.F.               | mit Casper Van De Velde, Frederik Leroux, Vitja Pauwels, Laurens Dierickx                                                            |

## Alben mit Ribot als Begleitmusiker oder Gastauftritte
| VÖ            | Interpret                                | Titel                                                                             | Musiklabel                                         | Anmerkungen |
| ------------- | ---------------------------------------- | --------------------------------------------------------------------------------- | -------------------------------------------------- | --- |
| 1981          | Emily Yoan and The Ancestors             | The Man and His Music                                                             | Clarence Music                                     | – |
| 1984          | Solomon Burke                            | Soul Alive!                                                                       | Rounder                                            | – |
| 1985          | Tom Waits                                | Rain Dogs                                                                         | Island                                             | auf Singapore, Clap Hands, Cemetery Polka, Jockey Full of Bourbon, Diamonds and Gold, Hang Down Your Head und Rain Dogs                                                                                              |
| 1987          | Tom Waits                                | Franks Wild Years                                                                 | Island                                             | auf Hang On St. Christopher, Temptation, Way Down in the Hole und Telephone Call from Istanbul |
| 1987          | John Lurie                               | Original Soundtracks by John Lurie from Down by Law and Variety                   | Made to Measure                                    | auf dem Down by Law-Soundtrack |
| 1987          | Evan Lurie                               | Pieces for Bandoneon (Original Soundtrack)                                        | Japan                                              | – |
| 1988          | Various Artists (Hal-Willner-Produktion) | Stay Awake (Various Interpretations of Music from Vintage Disney Films)           | A&M                                                | auf Heigh Ho (The Dwarfs Marching Song) (From Snow White and the Seven Dwarfs) von Tom Waits |
| 1988          | Evan Lurie                               | Il Piccolo Diavolo (Original Soundtrack)                                          | Cinevox                                            | Soundtrack zum gleichnamigen Film von Roberto Benigni |
| 1988          | Tanita Tikaram                           | Ancient Heart                                                                     | WEA                                                | auf Sighing Innocents |
| 1988          | Tom Waits                                | Big Time                                                                          | Island                                             | auf allen Liedern außer einem |
| 1989          | Gavin Friday and the Man Seezer          | Each Man Kills the Thing He Loves                                                 | Island                                             | auf 11 von 13 Liedern |
| 1989          | John Lurie                               | Mystery Train: A Film by Jim Jarmusch                                             | Milan                                              | Soundtrack |
| 1989          | Syd Straw                                | Surprise                                                                          | Virgin                                             | auf Chasing Vapor Trails (His Turn to Cry) |
| 1989          | Maria McKee                              | Maria McKee                                                                       | Geffen                                             | – |
| 1989          | Stan Ridgway                             | Mosquitos                                                                         | Geffen                                             | auf Lonely Town, Goin’ Southbound, Dogs, Calling Out to Carol und A Mission in Life |
| 1989          | Seigen Ono                               | Comme des Garçons Volume Two                                                      | Venture                                            | auf Roman Marching Band, Ta. Ta. Ta., Louis-San, Staying on the Beach All Day, Another Groove und On the Sunny Side of the Street                                                                                    |
| 1989          | Various Artists                          | Live at the Knitting Factory – Volume One                                         | A&M                                                | auf Decomposer by a Neck mit den Jazz Passengers |
| 1989          | Allen Ginsberg                           | The Lion for Real                                                                 | Antilles, Island                                   | – |
| 1989          | Elvis Costello                           | Spike                                                                             | Warner Bros.                                       | auf Let Him Dangle, God’s Comic, Chewing Gum, Trump the Dirt Down und Pads, Paws and Claws |
| 1989          | Caetano Veloso                           | Estrangeiro                                                                       | Polygram                                           | auf Os Outros Românticos und Outro Retrato |
| 1989          | Barkmarket                               | The Easy Listening Record                                                         | Brake Out                                          | auf The Mirror |
| 1990          | Marianne Faithfull                       | Blazing Away                                                                      | Island                                             | auf 12 von 13 Liedern |
| 1990          | Evan Lurie                               | Selling Water by the Side of the River                                            | Antilles                                           | – |
| 1990          | Lori Carson                              | Shelter                                                                           | Geffen                                             | auf Pretty Girls, Day After, Love and Pain, Pearl in His Pocket, Way of the Past und Junk |
| 1990          | Devine & Statton                         | Cardiffians                                                                       | Les Disques du Crépuscule                          | re-released 1993 |
| 1991          | Locasciulli                              | Tango dietro l’angolo                                                             | Polygram                                           | auf Avrò diamanti, Luna vagabonda, Il giorno più difficile (Starsene a casa è inutile), Portamenti turistici und Buonanotte nella pioggia                                                                            |
| 1991          | Various Artists (Hal Willner-Produktion) | Deadicated                                                                        | Arista                                             | auf Ship of Fools von Elvis Costello |
| 1991          | Various Artists                          | Around the World – Where Jazz Meets World Music                                   | Antilles                                           | auf Those Monkeys Weren’t Typing von Evan Lurie |
| 1991          | Sam Phillips                             | Cruel Inventions                                                                  | Virgin                                             | – |
| 1991          | Caetano Veloso                           | Circuladô                                                                         | Polygram                                           | auf Neide Candolina |
| 1991          | Barkmarket                               | Vegas Throat                                                                      | Triple X                                           | auf The Patsy |
| 1991          | Ambitious Lovers                         | Lust                                                                              | Elektra                                            | auf Lust, It’s Gonna Rain, Ponta da Lança Africano (Umbabarauma), Monster und More Light |
| 1991          | Marisa Monte                             | Mais                                                                              | EMI                                                | auf Beija Eu, Volte Para O Seu Lar und De Noite na Cama |
| 1991          | Elvis Costello                           | Mighty Like a Rose                                                                | Warner Bros.                                       | auf 8 von 14 Liedern |
| 1991          | David Sanborn                            | Another Hand                                                                      | Elektra                                            | auf Come to Me, Nina, Jesus, Weird from Step Beyond, Cee und Prayers for Charlie (from The Devil at Four O’Clock) / The Lonely (from The Twilight Zone)                                                              |
| 1991          | Hoppy Kamiyama                           | 音楽王                                                                            | Nonfixx                                            | – |
| 1991          | Third Person                             | The Bends                                                                         | Knitting Factory Works                             | auf Everybody Chews, Greazy Bag, Weaklings und Tackle |
| 1992          | T-Bone Burnett                           | The Criminal Under My Own Hat                                                     | Columbia                                           | auf Tear This Building Down, Criminals und I Can Explain Everything (2 Versionen) |
| 1992          | Makigami Koichi                          | 殺しのブルース                                                                    | Eastworld                                          | auf 女を忘れろ, 帰ってきたヨッパライ -ニューヨーク・ヴァージョン- und 殺しのブルース |
| 1992          | Taeko Onuki                              | Drawing                                                                           | Eastworld                                          | – |
| 1992          | Hoppy Kamiyama                           | 音楽王2 Welcome to Forbidden Paradise                                             | Ninfixx                                            | auf 11 von 13 Titeln |
| 1992          | Optical*8*2                              | The Last Waltz from Distorted Honky-Tonk                                          | God Mountain                                       | – |
| 1992          | Optical*8                                | Optical*8                                                                         | God Mountain                                       | – |
| 1992          | Maureen McElheron                        | The Tune                                                                          | Newport Classic                                    | Musik zum Animationsfilm The Tune |
| 1992          | Various Artists                          | State of the Union                                                                | Arrest                                             | Solo auf Motherless Child und auf What I Heard von Syd Straw |
| 1992          | Various Artists (Hal Willner-Produktion) | Weird Nightmare: Meditations on Mingus                                            | Columbia                                           | auf Weird Nightmare von Elvis Costello |
| 1993          | Medeski, Martin & Wood                   | It’s a Jungle in Here                                                             | Gramavision                                        | – |
| 1993          | Roy Nathanson & Anthony Coleman          | Lobster and Friend                                                                | Knitting Factory Works                             | auf August 87th, 1998 und Romance |
| 1993          | Frank London                             | The Shvitz                                                                        | Knitting Factory Works                             | – |
| 1993          | Kazutoki Umezu                           | Eclecticism                                                                       | Knitting Factory Works                             | – |
| 1994          | The Klezmatics                           | Jews with Horns                                                                   | Xenophile                                          | auf Fisherlid |
| 1994          | Bashung                                  | Chatterton                                                                        | Barclay                                            | auf Que n’ai-je, Ma petite entreprise, Elvire, Après d’âpres hostilités, J’avais un pense-bête und Dance d’ici |
| 1994          | Laurie Anderson                          | Bright Red                                                                        | Warner Bros.                                       | auf Poison |
| 1994          | Hector Zazou                             | Songs from the Cold Seas                                                          | Columbia                                           | auf Annuka Suaren Neito, The Long Voyage und The Lighthouse |
| 1994          | Rob Wasserman                            | Trios                                                                             | MCA                                                | auf Put Your Big Toe in the Milk of Human Kindness |
| 1994          | Freedy Johnston                          | This Perfect World                                                                | Elektra                                            | auf Evie’s Tears, This Perfect World, Cold Again und Across the Avenue |
| 1994          | Various Artists                          | The Unplugged Collection: Volume One                                              | Warner Bros.                                       | auf Deep Dark Truthful Mirror von Elvis Costello & The Rude 5 |
| 1994          | Foetus                                   | Gash                                                                              | Columbia                                           | auf Friend or Foe, Slung und See Ya Later |
| 1994          | Sion                                     | 1Ø+1                                                                              | T-Grand Music                                      | auf 話せないことが |
| 1994          | David Shea                               | Prisoner                                                                          | Sub Rosa                                           | basierend auf einer BBC-Serie |
| 1995          | Mikel Erentxun                           | El Abrazo del Erizo                                                               | Gasa                                               | auf Observatorio und Colección Privada |
| 1995          | Elvis Costello                           | Elvis Costello’s Kojak Variety                                                    | Warner Bros.                                       | auf 12 von 15 Liedern |
| 1995          | Sylvain Vanot                            | Sur des arbres                                                                    | Weekend                                            | – |
| 1995          | Carol Emanuel                            | Tops of Trees                                                                     | Koch Jazz                                          | auf Diminishing Returns |
| 1995          | Various Artists                          | Sion Tribute / Ain’t Nothing I Can Do                                             | Bishamon                                           | auf この夜に噛みついて von Yakushi Arai Indy Jones |
| 1995          | Hiroshi Mikami                           | Ego                                                                               | RCA                                                | auf Possessed und Sidewalk |
| 1995          | Rough Assemblage                         | Construction and Demolition                                                       | Avant                                              | auf One und Two |
| 1995          | David Shea                               | Hsi-Yu Chi                                                                        | Tzadik                                             | – |
| 1995          | Sam Phillips                             | Omnipop (It’s Only a Flesh Wound Lambchop)                                        | Virgin                                             | – |
| 1995          | Kazutoki Umezu                           | First Deserter                                                                    | Off Note                                           | Wiederveröff. bei Knitting Factory Works 1997 |
| 1996          | Elysian Fields                           | Elysian Fields                                                                    | Radioactive                                        | auf Diamonds All Day |
| 1996          | Surrender to the Air                     | Surrender to the Air                                                              | Elektra                                            | – |
| 1996          | Various Artists                          | Red Hot + Rio                                                                     | Antilles                                           | auf É Preciso Perdoar von Cesária Évora, Caetano Veloso und Ryūichi Sakamoto |
| 1996          | Arto Lindsay                             | O Corpo Sutil: The Subtle Body                                                    | Bar/None                                           | auf Nobody in Bed |
| 1996          | Various Artists                          | Sweet Relief II: Gravity of the Situation (The Songs of Vic Chesnutt)             | Columbia                                           | auf Guilty by Association von Joe Henry und Madonna mit Marc Ribot, Greg Richling, Carla Azar, Patrick McCarthy und Jon Brion                                                                                        |
| 1996          | Madeleine Peyroux                        | Dreamland                                                                         | Atlantic                                           | auf 7 von 12 Liedern |
| 1996          | Vinicio Capossella                       | Il balo di S. Vito                                                                | CGD East West                                      | – |
| 1996          | Ellery Eskelin                           | The Sun Died                                                                      | Soul Note                                          | – |
| 1996          | Jon Rose                                 | Techno mit Störungen                                                              | Plag dich nicht                                    | – |
| 1996          | Foetus                                   | Null/Void                                                                         | Blue Noise                                         | auf Friend or Foe, Flux und Friend or Foe (Unhugged Mix) |
| 1997          | Mike Patton                              | Pranzo Oltranzista                                                                | Tzadik                                             | – |
| 1997          | David Poe                                | David Poe                                                                         | 550 Music                                          | – |
| 1997          | Richard Buckner                          | Devotion + Doubt                                                                  | MCA                                                | – |
| 1997          | Cibo Matto                               | Super Relax                                                                       | Warner Bros.                                       | auf Spoon, Aguas de Março und Sugar Water (Acoustic) |
| 1997          | Andrés Calamaro                          | Alta Suciedad                                                                     | Gasa                                               | – |
| 1997          | Ron Young                                | Intensive Care                                                                    | Mercury                                            | – |
| 1997          | Corin Curschellas                        | Valdun – Voices of Rumantsch                                                      | Migros                                             | aufgenommen 1996 |
| 1997          | Various Artists                          | Jumble Sandwich for 6 Feet                                                        | Perfect Gas Stamp                                  | auf Kisofim von John Zorn |
| 1997          | Tonio K.                                 | Olé                                                                               | Gadfly                                             | – |
| 1997          | Various Artists                          | Great Jewish Music: Burt Bacharach                                                | Tzadik                                             | auf Don’t Go Breaking My Heart (zwei von Ribot arrangierte Versionen, solo und mit Band) |
| 1997          | Various Artists                          | Great Jewish Music: Serge Gainsbourg                                              | Tzadik                                             | auf Pauvre Lola von Ikue Mori, Un poison violent, C’est ça l’amour von Eszter Bálint und Black Trombone |
| 1997          | Liminal Lounge                           | Pre-set                                                                           | Knitting Factory Works                             | auf Pre-set #2B (Binocular) und Pre-set #4 (Broken Gear) |
| 1997          | Cyro Baptista                            | Vira-Loucos/Villa-Lobos                                                           | Avant                                              | auf 6 von 10 Liedern |
| 1998          | Various Artists                          | Songs of the Witchblade                                                           | DreamWorks                                         | auf Witchy Woman mit Kat Bjelland, Lori Barbero, Hope Nicholls, Lydia Lunch, Miho Hatori, Johnny Temple, Alexis Fleisig, Scott McCloud und Dougie Bowne                                                              |
| 1998          | The Surfers                              | Songs from the Pipe                                                               | Epic                                               | – |
| 1998          | Tricky                                   | Angels with Dirty Faces                                                           | Island                                             | auf 6 Minutes, Broken Homes und Talk to Me (Angels with Dirty Faces) |
| 1998          | Various Artists                          | The Big Lebowski (Original Motion Picture Soundtrack)                             | Mercury                                            | auf My Mood Swings von Elvis Costello |
| 1998          | Chocolate Genius                         | Black Music                                                                       | V2                                                 | – |
| 1998          | Eszter Bálint                            | Flicker                                                                           | Scratchie                                          | auf Almost Gone |
| 1998          | Sarah Jane Morris                        | Fallen Angel                                                                      | Irma Int.                                          | auf Somewhere |
| 1998          | Norman Yamada                            | Being and Time                                                                    | Tzadik                                             | auf On the Fetish Character in Music and the Regression of Listening |
| 1998          | Evan Lurie                               | How I Spent My Vacation                                                           | Tzadik                                             | auf Guitarras Solo Guitarras, Rambling und Funeral |
| 1998          | The Billy Nayer Show                     | The Villain That Love Built                                                       | Big Sam’s Giant                                    | – |
| 1998          | Various Artists                          | 20th Century – Improvised Music Work                                              | Winter & Winter                                    | auf New York im Duo mit Noël Akchoté |
| 1998          | Various Artists                          | Great Jewish Music: Marc Bolan                                                    | Tzadik                                             | auf Children of the Revolution mit Arto Lindsay |
| 1999          | Cibo Matto                               | Stereo Type A                                                                     | Warner Bros.                                       | – |
| 1999          | Jeff Finlin                              | Original Fin                                                                      | NBFNY                                              | auf June, The Perfect Mark of Cain, She’s a Mama Now und Eighteen Tons |
| 1999          | David Sylvian                            | Dead Bees on a Cake                                                               | Virgin                                             | auf I Surrender, Midnight Sun, God Man, Pollen Path und All of My Mother’s Names (Summers with Amma) |
| 1999          | Andrés Calamaro                          | Honestidad Brutal                                                                 | GASA                                               | auf Los Aviones, Paloma, Mi Propia Trampa, Mi Quebranto, Me Pierdo und Hay |
| 1999          | Qaballah Steppers                        | Passage at Noon                                                                   | Baraka Foundation                                  | auf Black Star, No Room for Mine und Brooklyn Rumba |
| 1999          | Tom Waits                                | Mule Variations                                                                   | ANTI-                                              | auf Hold On, House Where Nobody Lives, Cold Water, Black Market Baby, Eyeball Kid und Filipino Box Spring Hog |
| 1999          | Jean-Louis Murat                         | Mustango                                                                          | Labels                                             | auf Jim, Les hérons und Le fier amant de la terre |
| 1999          | Shelby Starner                           | From in the Shadows                                                               | Warner Bros.                                       | auf Dreams You Had |
| 1999          | Dick Annegarn                            | Adieu Verdure                                                                     | Tôt ou Tard                                        | auf Que Toi, Rosy und Keep Your Hands Off Her |
| 1999          | Marvin Pontiac                           | The Legendary Marvin Pontiac: Greatest Hits                                       | Strange & Beautiful Music                          | auf Small Car und Now I’m Happy |
| 1999          | Marty Ehrlich’s Dark Woods Ensemble      | Sojourn                                                                           | Tzadik                                             | – |
| 1999          | Various Artists                          | Hallelujah, Anyway – Remembering Tom Cora                                         | Tzadik                                             | auf Weaklings von Third Person (Erst-VÖ 1991 auf The Bends) |
| 2000          | Marisa Monte                             | Memórias, Crônicas e Declarações de Amor                                          | EMI                                                | auf O Que Me Importa und Gotas de Luar |
| 2000          | James Carter                             | Layin’ In The Cut                                                                 | Atlantic                                           | – |
| 2000          | David Sylvian                            | Everything and Nothing                                                            | Virgin                                             | auf I Surrender und Midnight Sun |
| 2000          | Sandy Dillon & Hector Zazou              | 12 (Las Vegas Is Cursed)                                                          | Crammed Discs                                      | auf Sombre (Le Submarine) und God Believes in Showbiz |
| 2000          | Evan and Jaron                           | Evan and Jaron                                                                    | Columbia                                           | – |
| 2000          | Alain Bashung                            | Climax. Inédits                                                                   | Barclay                                            | auf Les grands voyageurs und À Ostende |
| 2000          | Medeski, Martin & Wood                   | The Dropper                                                                       | Blue Note                                          | auf Bone Digger, Note Bleu und The Dropper |
| 2000          | Vinicio Capossela                        | Canzoni a Manovella                                                               | CGD East West                                      | auf 10 von 17 Liedern |
| Roy Nathanson | Fire at Keaton’s Bar & Grill             | Six Degrees                                                                       | auf Fire Suite 3, Bar Stool Paradise und Cups      | |
| 2001          | Vinicius Cantuaria                       | Vinicius                                                                          | Transparent Music                                  | auf Rio |
| 2001          | Sam Phillips                             | Fan Dance                                                                         | Nonesuch                                           | auf 7 von 12 Liedern |
| 2001          | Sarah-Jane Morris                        | August                                                                            | Fallen Angel                                       | aufgenommen 2000; manche Kopien mit Aufkleber „featuring Marc Ribot“ |
| 2001          | Chocolate Genius                         | Godmusic                                                                          | V2                                                 | auf The Eyes of the Lord, Glorious und Pocket Mouse |
| 2001          | Bill Ware                                | Sir Duke                                                                          | Knitting Factory Works                             | – |
| 2001          | The Latebirds                            | Fortune Cookies                                                                   | Grandpop                                           | auf Talking to Myself |
| 2002          | Alain Bashung                            | L’Imprudence                                                                      | Barclay                                            | auf 10 von 13 Liedern |
| 2002          | Elvis Costello                           | When I Was Cruel                                                                  | Mercury                                            | auf Smile (nur Collectors Edition) |
| 2002          | Susana Baca                              | Espíritu Vivo                                                                     | Luaka Bop                                          | – |
| 2002          | Sue Garner                               | Shadyside                                                                         | Thrill Jockey                                      | auf Yes, Come Again und Beach |
| 2002          | Various Artists                          | Live at Tonic Volume 1                                                            | Tonic                                              | auf Colombo von Emergency |
| 2002          | Sanda Weigl                              | Gypsy Killers                                                                     | Knitting Factory Works                             | – |
| 2002          | Cyro Baptista                            | Beat the Donkey                                                                   | Tzadik                                             | auf Cyrandeiro und Canto da Ema |
| 2002          | Tim Sparks                               | At the Rebbe’s Table                                                              | Tzadik                                             | – |
| 2003          | Dave Douglas                             | Freak In                                                                          | Bluebird                                           | – |
| 2003          | Badawi                                   | Clones & False Prophets                                                           | ROIR                                               | auf The Circle, Battle Cry, Waves of Conflict und To Be Continued |
| 2003          | Elvis Costello                           | North                                                                             | Deutsche Grammophon                                | auf Impatience (nur Limited Edition) |
| 2003          | Frank London                             | Divan                                                                             | Selbstverlag                                       | auf 10 von 15 Liedern |
| 2004          | Patti Scialfa                            | 23rd Street Lullaby                                                               | Columbia                                           | auf 10 von 12 Liedern |
| 2004          | Sam Phillips                             | A Boot and a Shoe                                                                 | Nonesuch                                           | – |
| 2004          | Tom Waits                                | Real Gone                                                                         | ANTI-                                              | auf 10 von 16 Liedern |
| 2004          | Medeski, Martin & Wood                   | End of the World Party (Just in Case)                                             | Blue Note                                          | auf Reflector, New Planet, Sasa und Queen Bee |
| 2004          | Various Artists                          | Dirty Dancing 2 Original Motion Picture Soundtrack                                | J Records                                          | auf El Estuche von Aterciopelados |
| 2004          | Various Artists                          | The Late Great Daniel Johnston: Discovered Covered                                | Gammon                                             | auf King Kong von Tom Waits (2006 auf Orphans...) |
| 2004          | Gina Leishman                            | Bed Time                                                                          | GCQ                                                | auf Come Away Death, Bed Time, Nothing to Say und Glass Dreams |
| 2004          | Rob Wasserman                            | Trilogy                                                                           | Rounder                                            | auf Put Your Big Toe in the Milk of Human Kindness |
| 2004          | Allen Ginsberg                           | Wichita Vortex Sutra                                                              | Artemis                                            | – |
| 2004          | Ellery Eskelin                           | Ten                                                                               | hatOLOGY                                           | – |
| 2004          | Yuka Honda                               | Eucademix                                                                         | Tzadik                                             | auf Some Things Should Be Kept Unsaid, Parallel und Spooning with Jackknife |
| 2004          | Various Artists                          | Irving Stone Memorial Concert                                                     | Tzadik                                             | auf Another You im Duo mit Ellery Eskelin |
| 2004          | Wadada Leo Smith                         | Lake Biwa                                                                         | Tzadik                                             | – |
| 2005          | Various Artists                          | Walk the Line – Original Motion Picture Soundtrack                                | Wind-Up                                            | auf Milk Cow Blues von Tyler Hilton |
| 2005          | Mary LaRose                              | The Blue Guitar                                                                   | Little (i) Music                                   | aufgenommen 2004 |
| 2005          | Chocolate Genius Inc.                    | Black Yankee Rock                                                                 | Commotion                                          | – |
| 2005          | Various Artists                          | Everything Is Illuminated (Original Motion Picture Soundtrack)                    | TVT Soundtrax                                      | auf Odessa Medley, Prologue/Babushka, Tank Graveyard/Valse de Suzana/Dee-Yed, War Is Over/Eta-Ya und Inside-Out (alle von Paul Cantelon)                                                                             |
| 2005          | The Farangs                              | We Must Be Losing It                                                              | Mufarang Int.                                      | auf We Must Be Losing It, Between the Lines und The Order |
| 2005          | Seigen Ono                               | Comme des Garçons                                                                 | Saidera                                            | auf 8 von 30 Liedern; erweiterte Wiederveröff. von 1988/89 |
| 2006          | Vinicio Capossela                        | Nel niente sotto il sole. Grand Tour 2006                                         | Atlantic                                           | Live-Album mit DVD; Ribot auf Non trattare, Marajà, Corvo torvo und Il ballo di San Vito |
| 2006          | Vinicio Capossela                        | Ovunque Proteggi                                                                  | Atlantic                                           | auf Non trattare, Brucia Troia, Dove siamo rimasti a terra nutless, Medusa cha cha cha und Ovunque proteggi |
| 2006          | Zakarya                                  | 413 A                                                                             | Tzadik                                             | – |
| 2006          | Tom Waits                                | Orphans: Brawlers, Bawlers & Bastards                                             | ANTI-                                              | auf Brawlers und Bastards |
| 2006          | In the Country                           | Losing Stones, Collecting Bones                                                   | Rune Grammofon                                     | auf Torch-Fishing und Can I Come Home Now |
| 2006          | Badawi                                   | Safe                                                                              | Asphodel                                           | – |
| 2006          | T-Bone Burnett                           | The True False Identity                                                           | Columbia                                           | – |
| 2006          | Cassandra Wilson                         | Thunderbird                                                                       | Blue Note                                          | auf Easy Rider, It Would Be So Easy, Poet, Lost und Tarot |
| 2006          | Mimmo Locasciulli                        | Sglobal                                                                           | Muve                                               | auf Correre, Baby und Passo Lento |
| 2007          | Robert Plant / Alison Krauss             | Raising Sand                                                                      | Rounder                                            | auf 11 von 13 Liedern |
| 2007          | Teddy Thompson                           | Upfront & Down Low                                                                | Verve Forecast                                     | auf I’m Left. You’re Right, She’s Gone |
| 2007          | Steve Nieve & Muriel Teodori             | Welcome to the Voice                                                              | Deutsche Grammophon                                | – |
| 2007          | Boris Savoldelli                         | Insanology                                                                        | btf.it                                             | auf Mindjoke und Insanology |
| 2007          | Vinicius Cantuaria                       | Cymbals                                                                           | Naïve                                              | – |
| 2007          | Yerba Buena!                             | Follow Me                                                                         | Wrasse                                             | auf Tu Casa, Mi Casa und Wassamatter Baby? |
| 2007          | Alessandro Stefana                       | Poste e telegrafi                                                                 | Important                                          | auf Poste e telegrafi blues |
| 2008          | T-Bone Burnett                           | Tooth of Crime                                                                    | Nonesuch                                           | – |
| 2008          | Alain Bashung                            | Bleu Pétrole                                                                      | Barclay                                            | auf Je t’ai manqué und Vénus |
| 2008          | Jolie Holland                            | The Living and the Dead                                                           | ANTI-                                              | auf Corrido por Buddy, Palmyra und Fox in It’s Hole |
| 2008          | The Black Keys                           | Attack & Release                                                                  | Nonesuch                                           | auf Lies, Remember When (Side A), So He Won’t Break und Oceans and Streams |
| 2008          | Marianne Faithfull                       | Easy Come Easy Go                                                                 | Naïve                                              | auf 14 von 18 Liedern |
| 2008          | Sean Noonan’s Brewed by Noon             | Boxing Dreams                                                                     | Songlines                                          | auf Boxing Dreams, Story of Jones, Over-n-Out und Lost in Günter’s Wald |
| 2008          | Corin Curschellas                        | Grischunit                                                                        | Traumton                                           | – |
| 2008          | Sarah-Jane Morris                        | Migratory Birds                                                                   | Fallen Angel                                       | auf 6 von 12 Liedern |
| 2008          | Jim Pugliese’s Phase III                 | Jim Pugliese’s Phase III                                                          | Improvvisatore involontario                        | auf 6 von 9 Titeln |
| 2008          | Tine Kindermann                          | Schamlos schön                                                                    | Oriente Musik                                      | – |
| 2008          | McCoy Tyner                              | Guitars                                                                           | Half Note                                          | auf Improvisation 2, Passion Dance, 500 Miles und Improvisation 1 |
| 2009          | Joe Henry                                | Blood from Stars                                                                  | ANTI-                                              | – |
| 2009          | Lyenn                                    | The Jollity of My Boon Companion                                                  | Near Gale                                          | – |
| 2009          | Babx                                     | Cristal Ballroom                                                                  | Warner Music France                                | auf Lady L. |
| 2009          | Richard Hell and The Voidoids            | Destiny Street Repaired                                                           | Insound                                            | auf Destiny Street |
| 2009          | Norah Jones                              | The Fall                                                                          | Blue Note                                          | auf You’ve Ruined Me und Stuck |
| 2009          | Allen Toussaint                          | The Bright Mississippi                                                            | Nonesuch                                           | – |
| 2009          | Karen O and The Kids                     | Where the Wild Things Are (Motion Picture Soundtrack)                             | DGC                                                | auf Lost Fur von Carter Burwell |
| 2009          | Shemekia Copeland                        | Never Going Back                                                                  | Telarc                                             | – |
| 2009          | Rebekka Bakken                           | Morning Hours                                                                     | EmArcy                                             | – |
| 2009          | Eretz Hakodesh                           | פיסוק רחב                                                                         | Tzadik                                             | auf A Feeling Divine |
| 2009          | Robert Burger                            | City of Strangers                                                                 | Tzadik                                             | auf 22 von 31 Liedern |
| 2010          | Elvis Costello                           | National Ransom                                                                   | Hear Music                                         | auf 11 von 16 Liedern |
| 2010          | Jakob Dylan                              | Women + Country                                                                   | Columbia                                           | auf 8 von 11 Liedern |
| 2010          | Elton John / Leon Russell                | The Union                                                                         | Mercury                                            | auf 13 von 16 Liedern |
| 2010          | Chiara Civello                           | 7752                                                                              | Universal                                          | – |
| 2010          | Sacri Cuori                              | Douglas & Dawn                                                                    | Brutture Moderne                                   | auf Blind Hombre und House of Dust |
| 2010          | Sahara Smith                             | Myth of the Heart                                                                 | Playing in Traffic                                 | auf 6 von 12 Liedern |
| 2010          | Carter Burwell                           | Howl (Original Motion Picture Soundtrack)                                         | Lakeshore                                          | – |
| 2010          | Jim Keller                               | Sunshine in My Pocket                                                             | Elisha James/Orange Mountain                       | auf 7 von 12 Liedern |
| 2010          | Carol Emanuel                            | Allow It to Happen                                                                | Allow It to Happen                                 | auf What’s the Use of Lying, Ouro Preto, There’s a Hold, Reaching Out to Love und Morris Township |
| 2010          | Maria Raducanu                           | Ziori                                                                             | Tzadik                                             | – |
| 2010          | Charming Hostess                         | The Bowls Project                                                                 | Tzadik                                             | – |
| 2010          | Paula Cole                               | Ithaca                                                                            | Decca                                              | auf P.R.E.N.U.P. |
| 2010          | Chocolate Genius Inc.                    | Swansongs                                                                         | Little Indian                                      | auf Enough for You |
| 2011          | Vinicio Capossela                        | Marinai, profeti e balene                                                         | La Cùpa                                            | – |
| 2011          | Vinicio Capossela                        | La nave sta arrivando                                                             | La Repubblica XL, La Cùpa                          | auf Billy Budd |
| 2011          | Allen Lowe                               | Blues and the Empirical Truth                                                     | Music and Arts Program of America, Inc.            | – |
| 2011          | Rich Shapero with Maria Taylor           | Dawn Remembers                                                                    | Outside Reading                                    | auf Climbing the Bendy und One Heart, One Mind |
| 2011          | Madeleine Peyroux                        | Standing on the Rooftop                                                           | EmArcy                                             | – |
| 2011          | Various Artists                          | Next Generation North Sea Jazz Festival                                           | Universal                                          | auf The Things I’ve Seen Today von Madeleine Peyroux |
| 2011          | Buddy Miller                             | Buddy Miller’s Majestic Silver Strings                                            | New West                                           | auf Barres de la prison, Meds, Bury Me Not on the Lone Prairie und Why Baby Why |
| 2011          | Tom Waits                                | Bad As Me                                                                         | ANTI-                                              | auf 12 von 16 Liedern |
| 2011          | Maïa Vidal                               | God Is My Bike                                                                    | Crammed Discs                                      | auf God Is My Bike und Le tango de la femme abondonnée |
| 2011          | Dead Combo                               | Lisboa Mulata                                                                     | Universal                                          | auf Anadamastor, Aurora Em Lisboa, Blues da Tanga und Marchinha do Santo António Descambado |
| 2011          | Hanggai                                  | He Who Travels Far                                                                | 4Q, World Connection                               | auf Dorov Moraril = 四季 |
| 2011          | Jolie Holland & The Great Chandeliers    | Pint of Blood                                                                     | ANTI-                                              | auf The Devil’s Sake |
| 2011          | Harmony                                  | Harmony                                                                           | Casadeldisco                                       | auf Heartache |
| 2011          | East Rodeo                               | Morning Cluster                                                                   | Menart                                             | auf Crni Gad, Straws in Glass und American Dream |
| 2012          | Beth Orton                               | Sugaring Season                                                                   | ANTI-                                              | auf Magpie, Candles und Something More Beautiful |
| 2012          | Diana Krall                              | Glad Rag Doll                                                                     | Verve                                              | auf 11 von 13 Liedern |
| 2012          | Various Artists                          | Just Tell Me That You Want Me – A Tribute to Fleetwood Mac                        | Hear Music                                         | auf Before the Beginning von Trixie Whitley |
| 2012          | Carice van Houten                        | See You on the Ice                                                                | EMI                                                | auf End of the World |
| 2012          | Various Artists                          | Chimes of Freedom: The Songs of Bob Dylan                                         | Amnesty International                              | auf Baby Let Me Follow You Down (Live) von Marianne Faithfull |
| 2012          | Tift Merritt                             | Traveling Alone                                                                   | Yep Roc                                            | – |
| 2012          | Vinicio Capossela                        | Rebetiko Gymnastas                                                                | La Cùpa                                            | auf Abbandonato (Los ejes de mi carreta) und Rebetiko μου |
| 2013          | Various Artists                          | Son of Rogues Gallery: Pirate Ballads, Sea Songs & Chanteys                       | ANTI-                                              | auf Shenandoah von Tom Waits & Keith Richards |
| 2013          | Various Artists                          | The Road to Jajouka: A Benefit Album                                              | Howe                                               | auf Hand of Fatima mit Medeski, Martin & Wood und Bachir Attar und Into the Rif mit Shahzad Ismaily |
| 2013          | Neko Case                                | The Worse Things Get, the Harder I Fight, the Harder I Fight, the More I Love You | ANTI-                                              | auf Afraid |
| 2013          | Rich Shapero with Marissa Nadler         | Songs from the Big Wheel                                                          | Outside Reading                                    | – |
| 2014          | The Secret Sisters                       | Put Your Needle Down                                                              | Republic                                           | auf Rattle My Bones und Dirty Lie |
| 2014          | Various Artists                          | Looking into You – A Tribute to Jackson Browne                                    | Music Road                                         | auf Linda Paloma von Bruce Springsteen und Patti Scialfa |
| 2014          | Beck                                     | Song Reader                                                                       | Capitol                                            | Kompositionen von Beck; Ribot mit The Last Polka |
| 2014          | Anna Garano                              | Lessness                                                                          | Dodicilune                                         | auf Imagine (si ceci cessait), Golden Wings und Il tempo delle rane |
| 2014          | Paul Shapiro                             | Shofarot Verses                                                                   | Tzadik                                             | – |
| 2014          | Jim Keller                               | Heaven Can Wait                                                                   | Elisha James/Orange Mountain                       | auf Walk You Home |
| 2015          | Sacri Cuori                              | Delone                                                                            | Glitterbeat                                        | – |
| 2015          | Anna Ternheim                            | For the Young                                                                     | Universal                                          | auf 8 von 10 Liedern |
| 2015          | Eszter Bálint                            | Airless Midnight                                                                  | Red Herring                                        | auf The Mother, Departure Song, Exit at 63 |
| 2016          | Ingvild Koksvik                          | Og sangen kom fra havet                                                           | Fyrlyd                                             | auf Og sangen kom fra havet, Den stilleste dagen, Mathilde |
| 2016          | Leyla McCalla                            | A Day for the Hunter, a Day for the Prey                                          | Jazz Village                                       | auf Peze Café |
| 2016          | Lyenn                                    | Slow Healer                                                                       | Near Gale                                          | – |
| 2016          | Dagger Moth                              | Silk Around the Marrow                                                            | Selbstverlag                                       | auf Event Horizon |
| 2017          | Tift Merritt                             | Stitch of the World                                                               | Yep Roc                                            | – |
| 2017          | Diana Krall                              | Turn Up the Quiet                                                                 | Verve                                              | auf I’m Confessin’ (That I Love You), Moonglow, I’ll See You in My Dreams |
| 2017          | Imelda May                               | Life. Love. Flesh. Blood                                                          | Decca                                              | auf 7 von 11 Songs |
| 2017          | Youn Sun Nah                             | She Moves On                                                                      | ACT                                                | auf 5 von 11 Songs |
| 2017          | Lizz Wright                              | Grace                                                                             | Concord                                            | auf Stars Fell on Alabama |
| 2017          | Gregory Lewis                            | Organ Monk Blue                                                                   | Selbstverlag                                       | – |
| 2018          | Carla Bozulich                           | Quieter                                                                           | Constellation                                      | auf Emilia, End of the World |
| 2018          | Giulia Millanta                          | Conversation With a Ghost                                                         | Ugly Cat Music                                     | auf Hourglass, Puppet on a String |
| 2019          | Sara Bareilles                           | Amidst the Chaos                                                                  | Epic Records                                       | auf 8 von 12 Songs |
| 2019          | Kris Davis                               | Diatom Ribbons                                                                    | Pyroclastic Records                                | auf Golgi Complex (The Sequel), Golgi Complex |
| 2019          | Céu                                      | AKPÁ!                                                                             | Noize Record Club                                  | auf Forçar O Verão, Make Sure Your Head Is Above |
| 2020          | Logan Ledger                             | Logan Ledger                                                                      | Rounder Records                                    | auf 6 von 11 Songs |
| 2020          | Diana Krall                              | This Dream of You                                                                 | Verve                                              | – |
| 2020          | Paul McCartney                           | Flaming Pie                                                                       | Paul McCartney Archive Collection                  | auf The Ballad Of The Skeletons |
| 2021          | Various Artists                          | AngelHeaded Hipster: The Songs Of Marc Bolan & T. Rex                             | BMG                                                | auf Jeepster (Joan Jett), Life’s a Gas (Lucinda Williams), Hippy Gumbo (Beth Orton), I Love to Boogie (King Khan), Mambo Sun (Sean Lennon & Charlotte Kemp Muhl), Bang A Gong (Get It On) [Reprise] (David Johansen) |
| 2021          | Marianne Faithfull                       | The Montreux Years                                                                | BMG                                                | auf Broken English, Hold On Hold On, Solitude |
| 2021          | Robert Plant / Alison Krauss             | Raise the Roof                                                                    | Warner                                             | auf 13 von 14 Songs |
| 2021          | Circus Mind                              | Joy Machine                                                                       | –                                                  | auf Nutbag |
| 2022          | Gaby Moreno                              | Alegoria                                                                          | Timba Records                                      | auf 5 von 11 Songs |
| 2022          | Natalia Lafourcade                       | De Todas Las Flores                                                               | Sony Music                                         | auf Pasan Los Días, Pajarito Colibrí |
| 2023          | SQÜRL                                    | Silver Haze                                                                       | Sacred Bones Records                               | auf Garden of Glass Flowers, She Don’t Wanna Talk About It, Il Deserto Rosso |
| 2023          | Vinicio Capossela                        | Tredici Canzoni Urgenti                                                           | La Cùpa                                            | auf All You Can Eat |
| 2023          | Maria Elena Silva                        | Dulce                                                                             | Astral Spirits, BIG EGO Records                    | – |
| 2023          | Antonio Di Lorenzo                       | The Sweet Survivor                                                                | Bumps Records                                      | auf Last Tango For Diego, Dal Nulla, Grand Final |
| 2023          | Tuomo & Markus                           | Game Changing                                                                     | Grandpop Records, Schoolkids Records               | auf Game Changing, Hecho en Mexico, We’re Not Buying It |
| 2024          | Los Espíritus                            | La Montaña                                                                        | Alto Valle                                         | auf La Fuerza, Directo Al Hueso, Hijo Del Hijo |
| 2024          | John Lurie                               | Painting with John (Music from the Original TV Series)                            | Strange & Beautiful Music, The Royal Potato Family | auf African Swim: Main Titles, Al Al Al Al, Goodbye to Peach |
| 2024          | Marco Tiraboschi                         | In a New World                                                                    | Da Vinci Jazz                                      | – |
| 2024          | Kenton Loewen                            | Petrol Matches Boom                                                               | Drip Audio                                         | – |
| 2024          | Gaby Moreno                              | Dusk                                                                              | Cosmica Artists                                    | auf Ain’t That the Way It Goes? |
| 2024          | Vinicio Capossella                       | Sciusten feste n.1965                                                             | La Cupa                                            | auf Voodoo Mambo |
| 2024          | Laurie Anderson                          | Amelia                                                                            | Nonesuch                                           | – |
| 2025          | Tuomo & Markus and Verneri Pohjola       | Music For Roads                                                                   | Grandpop Records/Schoolkids Records                | auf Waiting Room |